# Фотез Брег
Фотез Брег (хрв. Fotez Breg) је насељено место у општини Доња Воћа, Вараждинска жупанија, Хрватска.

## Историја
До територијалне реорганизације у Хрватској био је у саставу старе општине Иванец.

## Становништво
У попису становништва из 2011. године, Фотез Брег је имао 64 становника.
| Број становника према пописима | Број становника према пописима | Број становника према пописима | Број становника према пописима | Број становника према пописима | Број становника према пописима | Број становника према пописима | Број становника према пописима | Број становника према пописима | Број становника према пописима | Број становника према пописима | Број становника према пописима | Број становника према пописима | Број становника према пописима | Број становника према пописима | Број становника према пописима |
| ------------------------------ | ------------------------------ | ------------------------------ | ------------------------------ | ------------------------------ | ------------------------------ | ------------------------------ | ------------------------------ | ------------------------------ | ------------------------------ | ------------------------------ | ------------------------------ | ------------------------------ | ------------------------------ | ------------------------------ | ------------------------------ |
| 1857                           | 1869                           | 1880                           | 1890                           | 1900                           | 1910                           | 1921                           | 1931                           | 1948                           | 1953                           | 1961                           | 1971                           | 1981                           | 1991                           | 2001                           | 2011                           |
| 39                             | 56                             | 51                             | 64                             | 85                             | 83                             | 90                             | 81                             | 98                             | 102                            | 91                             | 91                             | 72                             | 70                             | 68                             | 64                             |

Напомена: Године 1857. и 1869. исказивано под именом Фотези, а од 1880. до 1971. Фотез-Брег.